# Ystad
Ystad je město v okrese Ystad v jižním švédském regionu Skåne na pobřeží Baltského moře. Region Skåne náležel až do roku 1658 Dánsku, ale na základě podepsání tzv. roskildského míru připadl Švédsku. Město Ystad je hlavním městem stejnojmenného okresu. Pro svůj významný a početný soubor cihlových staveb, zčásti památek gotické architektury, byl Ystad zařazen mezi města na Evropské cestě cihlové gotiky.

## Historie

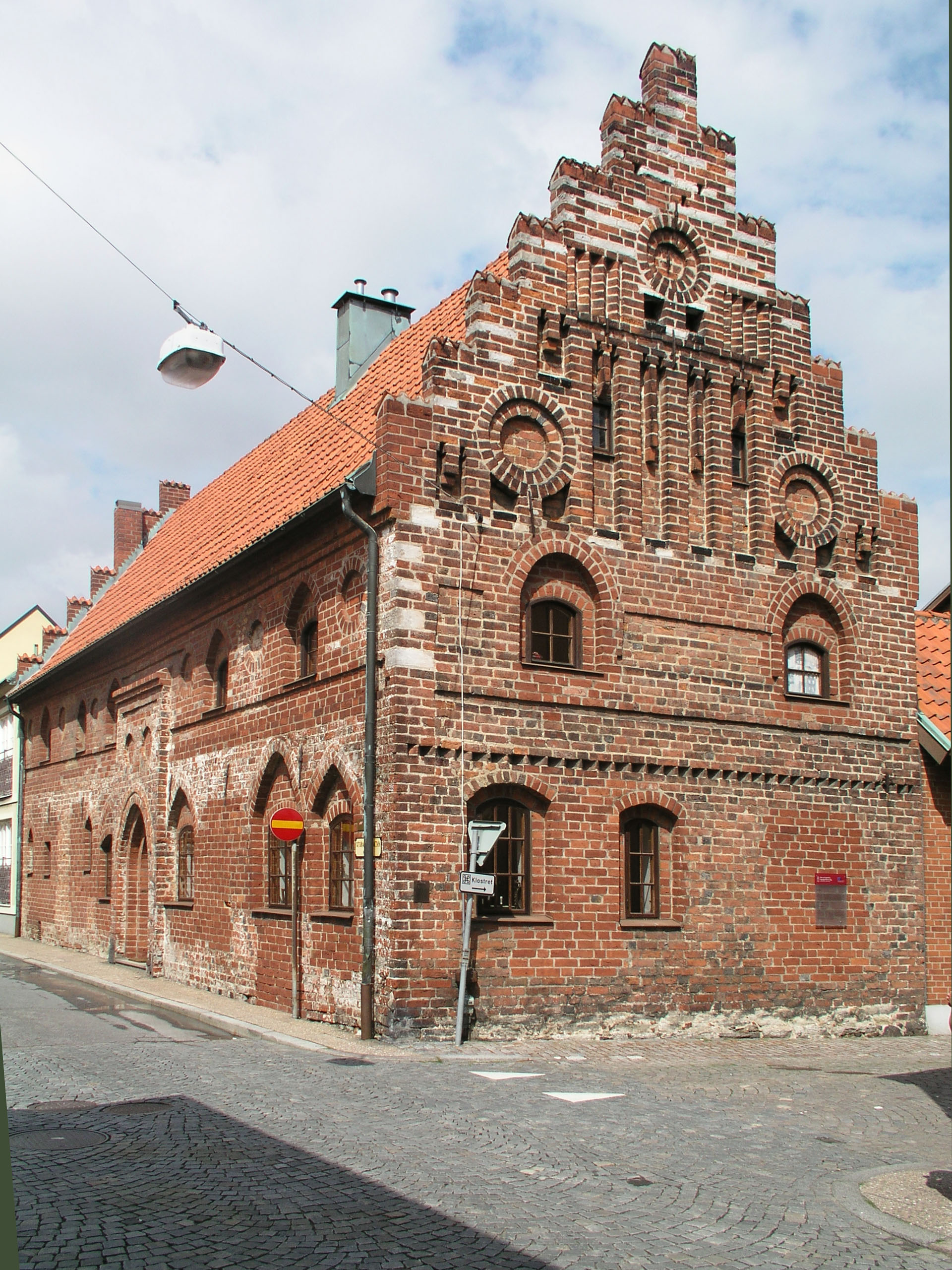
Dům rodiny Brahe

První písemná zmínka o městě pochází z dánského jazyka z roku 1244, ale oblast byla osídlena již dříve.
Dánský název v Lundských análech zněl „Viistatha“. V roce 1285 byl poprvé zapsán název „Ystath“. Podle  některých interpretací „Y“ odkazuje na církevní vesnici Öja, 3,5 km severovýchodně od města, jejíž pláže do města zasahují. Jiný výklad "Y" zaměňuje s "I" ve smyslu „Isas stad“. je vykládají jako název pro tis. Předpona „Ly“ může odkazovat na skutečnost, že námořníci hledali v zátoce úkryt před ostrým větrem. Nejpravděpodobnější nový výklad je založen na zápisu z roku 1244 s předponou "Vi", Vi bylo vikingské obětní místo, často situováné poblíž pobřeží. V 17. století se název Ysted v dánštině psal Ystedh nebo Ystæd a ve švédštině Ystad.
Počátky hlavního kostela města, kostela sv. Marie (Sankta Maria kyrka), sahají do první poloviny 13. století. Františkánský klášter v Ystadu (Gråbröderklostret), založený v roce 1258, je jedním z nejlépe dochovaných středověkých klášterních komplexů ve Švédsku a nyní v něm sídlí městské muzeum. 
Gotický cihlový dům se stupňovitým štítem si zde v ulici Norregatan 16 kolem roku 1500 dala postavit šlechtická rodina Brahe, ze které pocházel dánský astronom Tycho de Brahe, který byl činný a zemřel v Praze. 
Ve starém městě se dochovalo mnoho hrázděných domů ze 17. a 18. století. 
Ystad s celým územím provincie Skåne (Scania) byl na základě Roskildské smlouvy v roce 1658 převeden z Dánska do Švédska.
Do roku 1866 měl Ystad železniční spojení a v 90. letech 19. století byl založen jako posádkové město. Po druhé světové válce byly otevřeny trajektové spoje do Svinoústí v Polsku a na dánský ostrov Bornholm.

## Hospodářství
Ekonomickým základem prosperity města byl rybolov a obchod se sledi, hojnými v jižním Baltském moři v pozdním středověku, ale kolem roku 1500 jejich výskyt náhle drasticky poklesl. Zemědělství se tak zčásti muselo přeorientovat na chov domácích zvířat.  Charta z roku 1599 dala městu právo vyvážet voly. 
V současnosti zůstává hlavním zdrojem příjmů námořní obchod, dále řemesla a stále více turistika a s ní spojené služby.

## Doprava
Do města Ystad se dá přijet trajektem z dánského ostrova Bornholm a polského Svinoústí. Od roku 2021 expresním katamaranem z německého přístavu Neu Mukran. Ystad je také zastávkou na železniční trati Malmö – Tomelilla – Simrishamn. Autobusem se dá dojet do významného přístavního města Trelleborgu, odkud jezdí trajekty do německých přístavů Sassnitz, Rostock a Lübeck.

## Památky
- Kostel Panny Marie (Sancta Maria Kyrka), trojlodní gotická bazilika, založená v první polovině 13. století, dostavěná ve 14.-15. století
- Kostel sv. Petra s klášterem františkánů (Gråbröderklostret) založen ve druhé polovině 13. století, patří k nejlépe dochovaným středověkým klášterům ve Švédsku; nyní sídlo Ystadského muzea umění (Ystads Konstmuseum), sbírky městského muzea, ve stálé expozici především galerie obrazů 19.-20. století [3]
- Latinská škola (Latinskolan) – založená při kostele Panny marie na přelomu 15. a 16. století, příklad cihlové gotiky
- Dům pro poutníky, hospic (Pilgrändshuset) – hrázděný cihový dům
- Domy Pera Helsase – hrázděné cihlové domy
- Stará radnice (Gamla Radhuset) – budova ze 17. století na hlavním náměstí Stortorget
- Dům Hanse Raffna (Anglahuset)

## Galerie

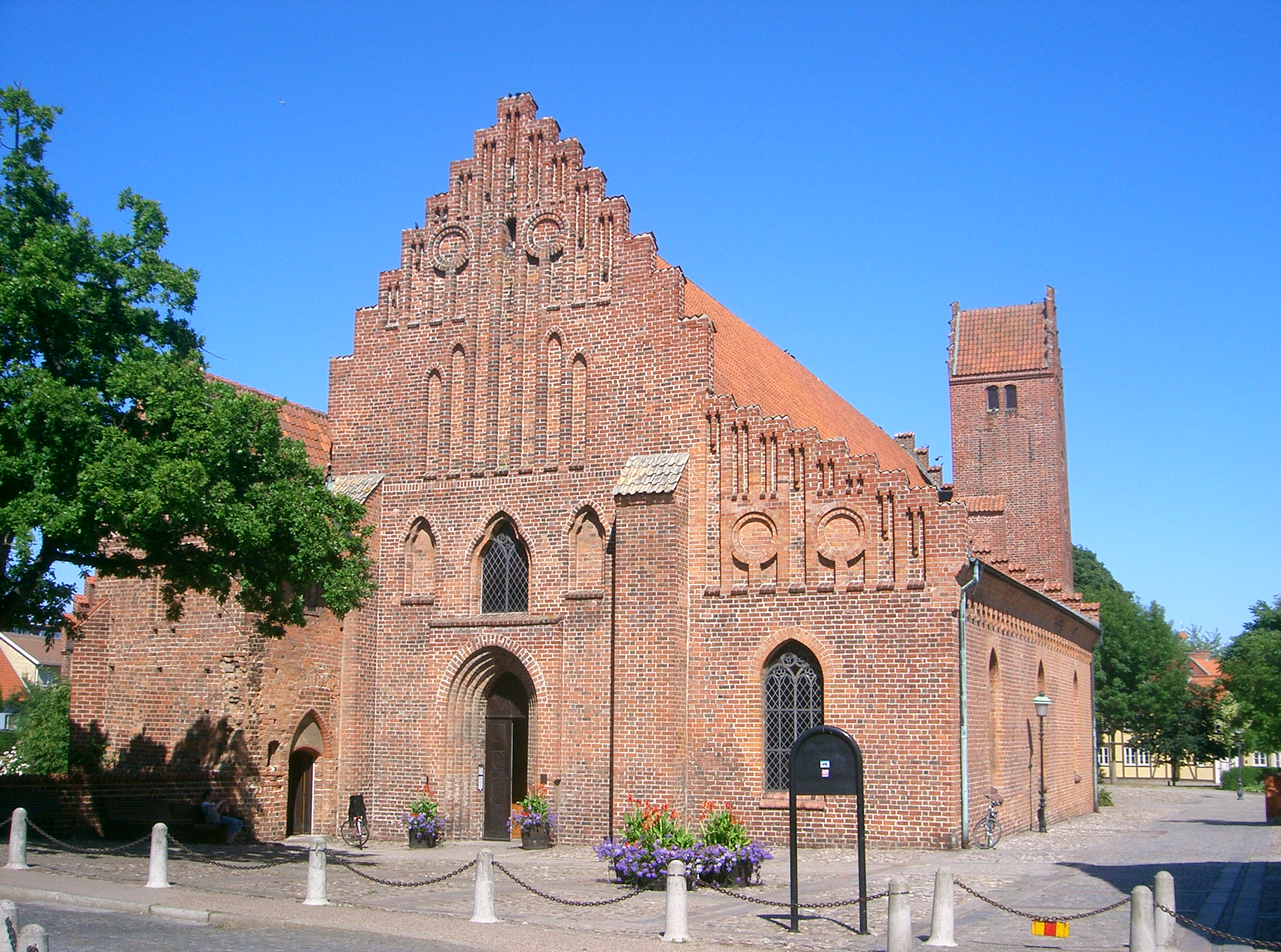
Kostel sv. Petra františkánů
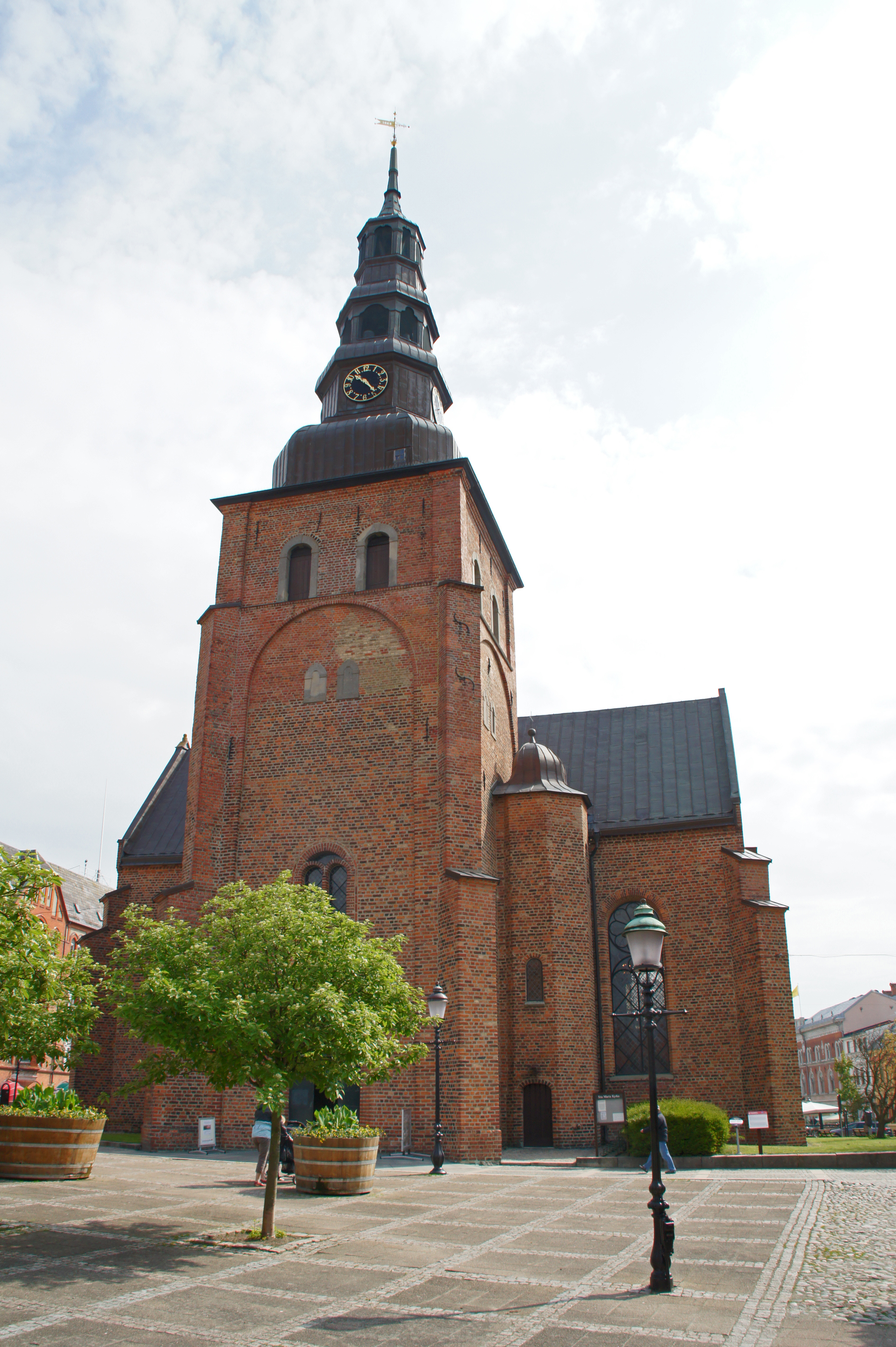
Kostel P. Marie
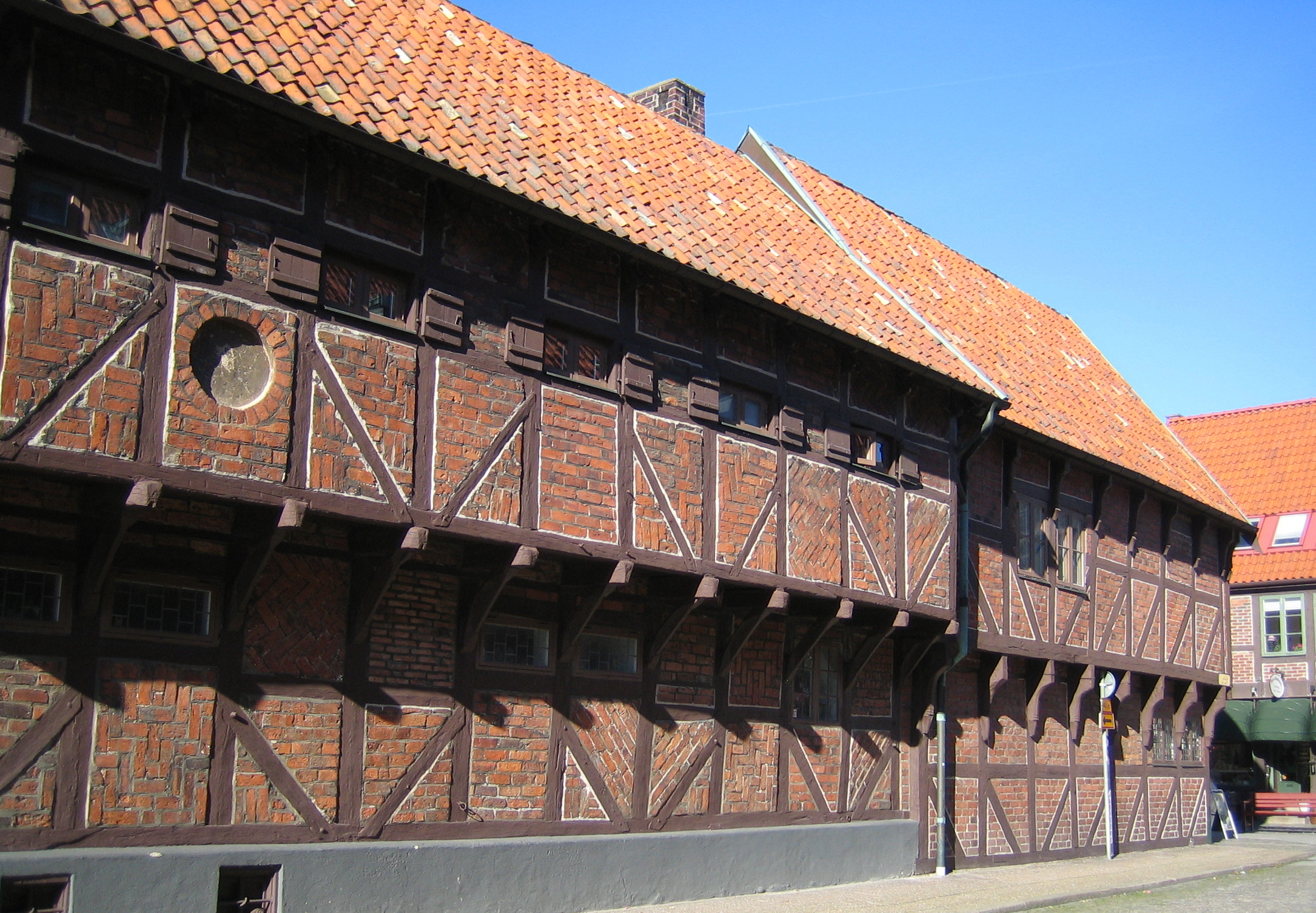
Dům pro poutníky
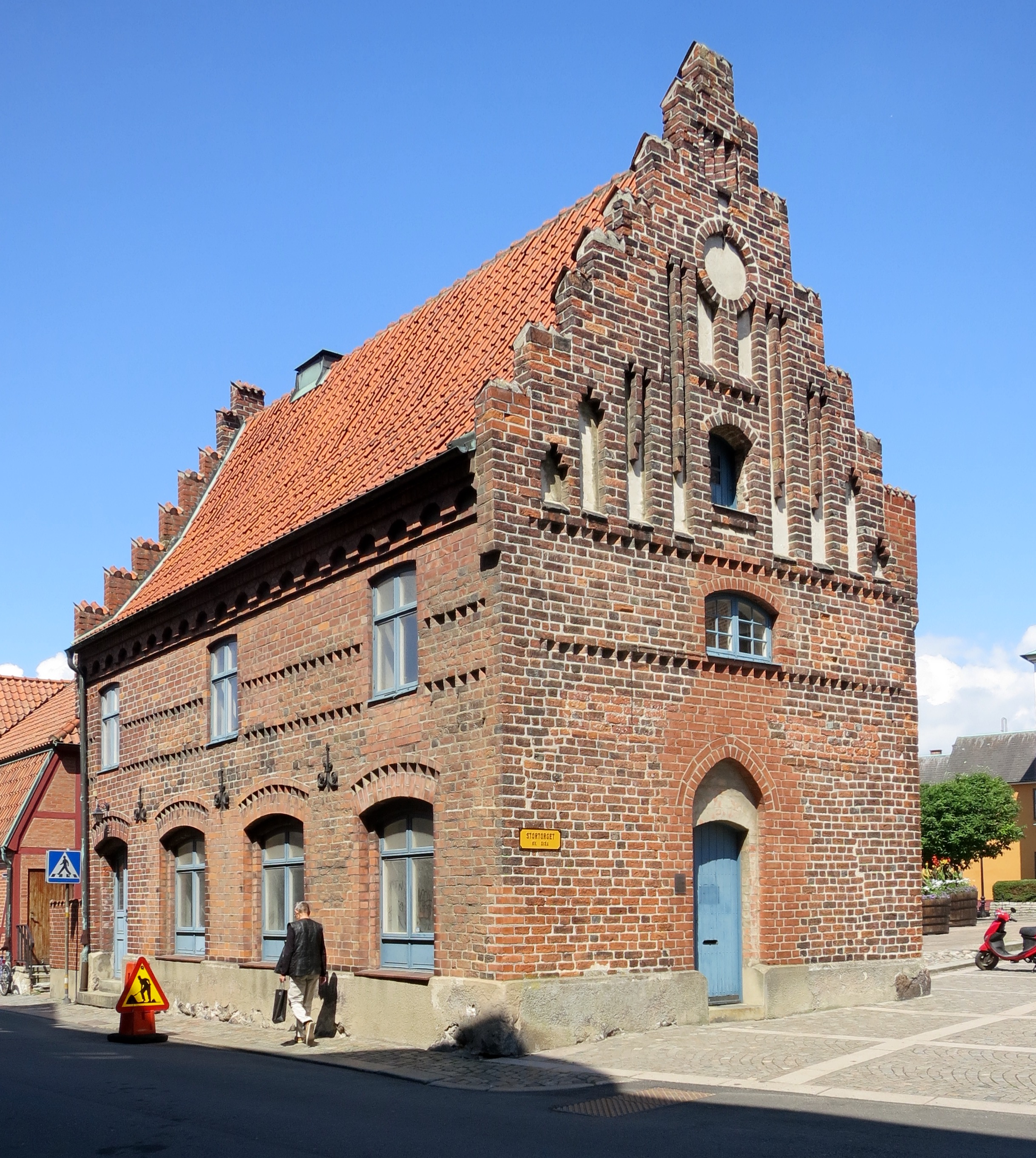
Latinská škola
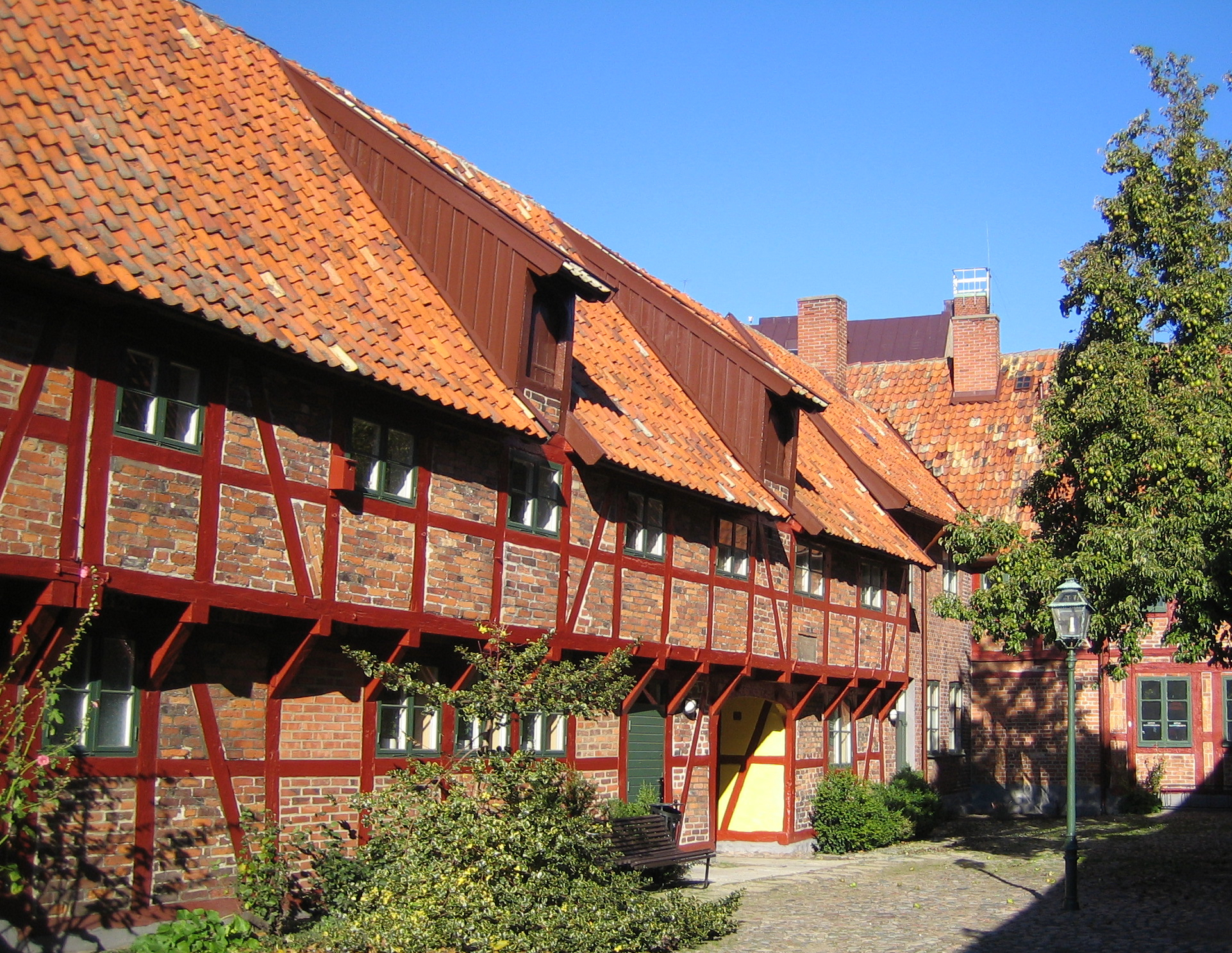
domy Per Helsas
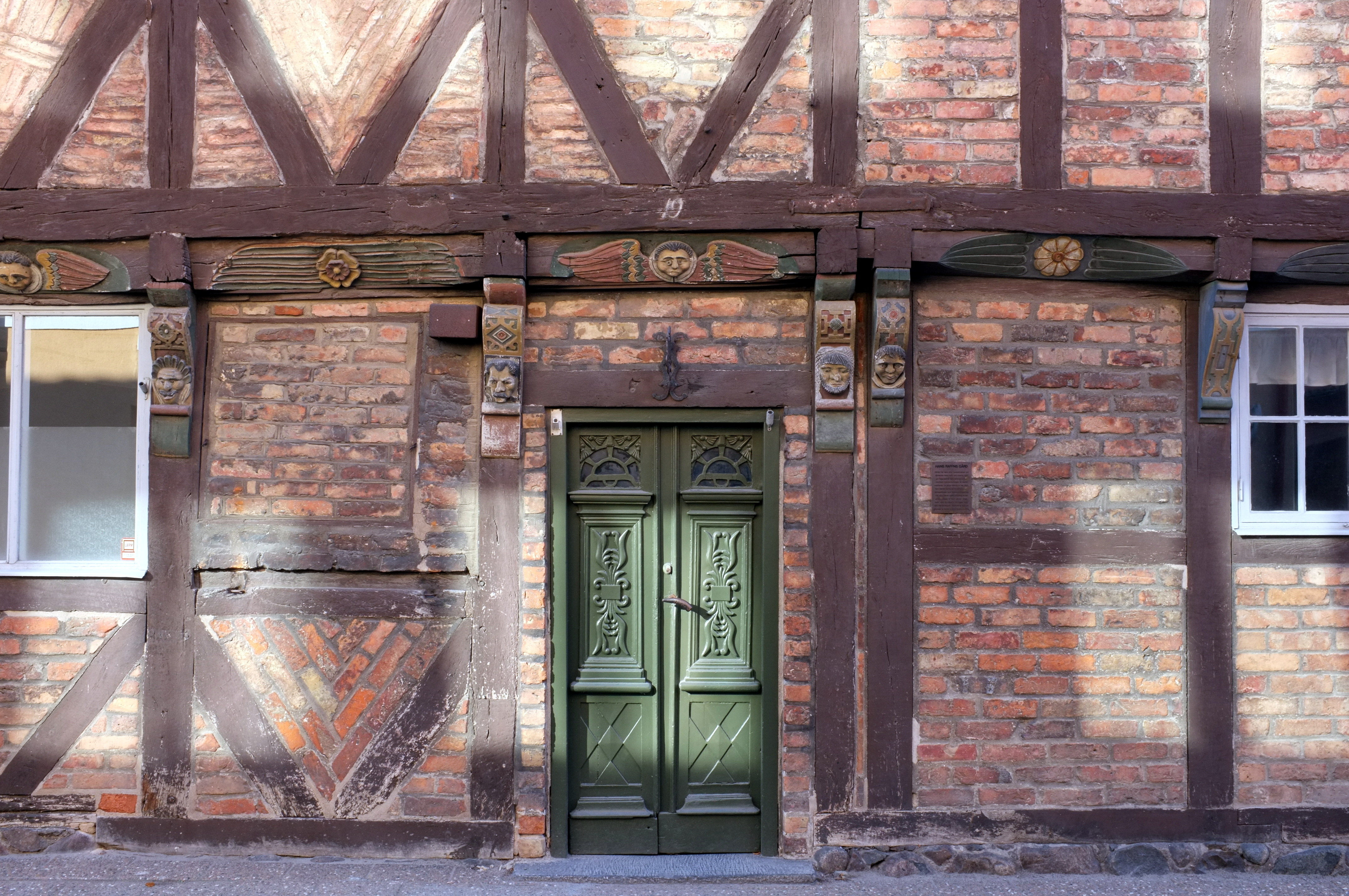
Anglahuset
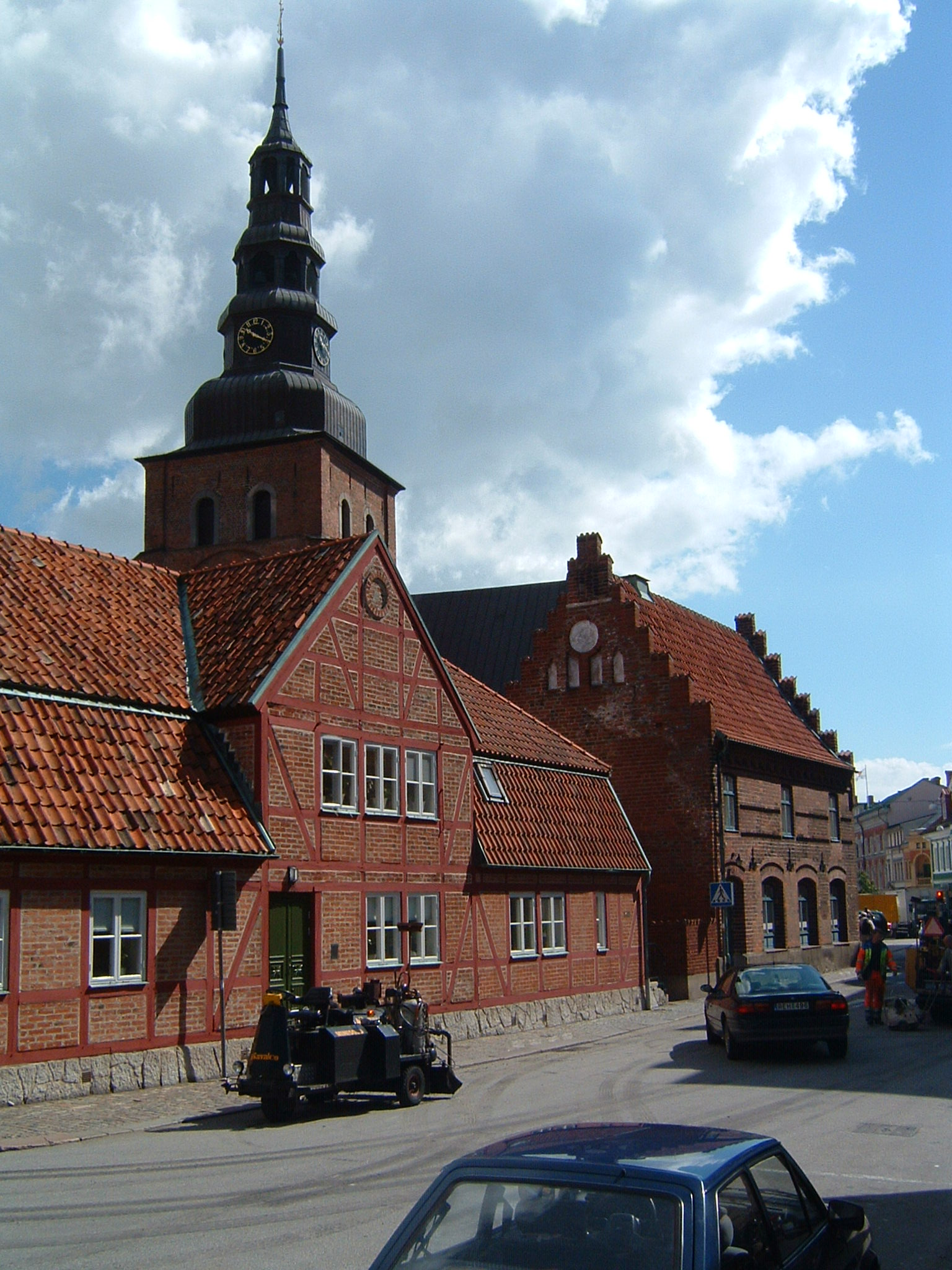
Centrum
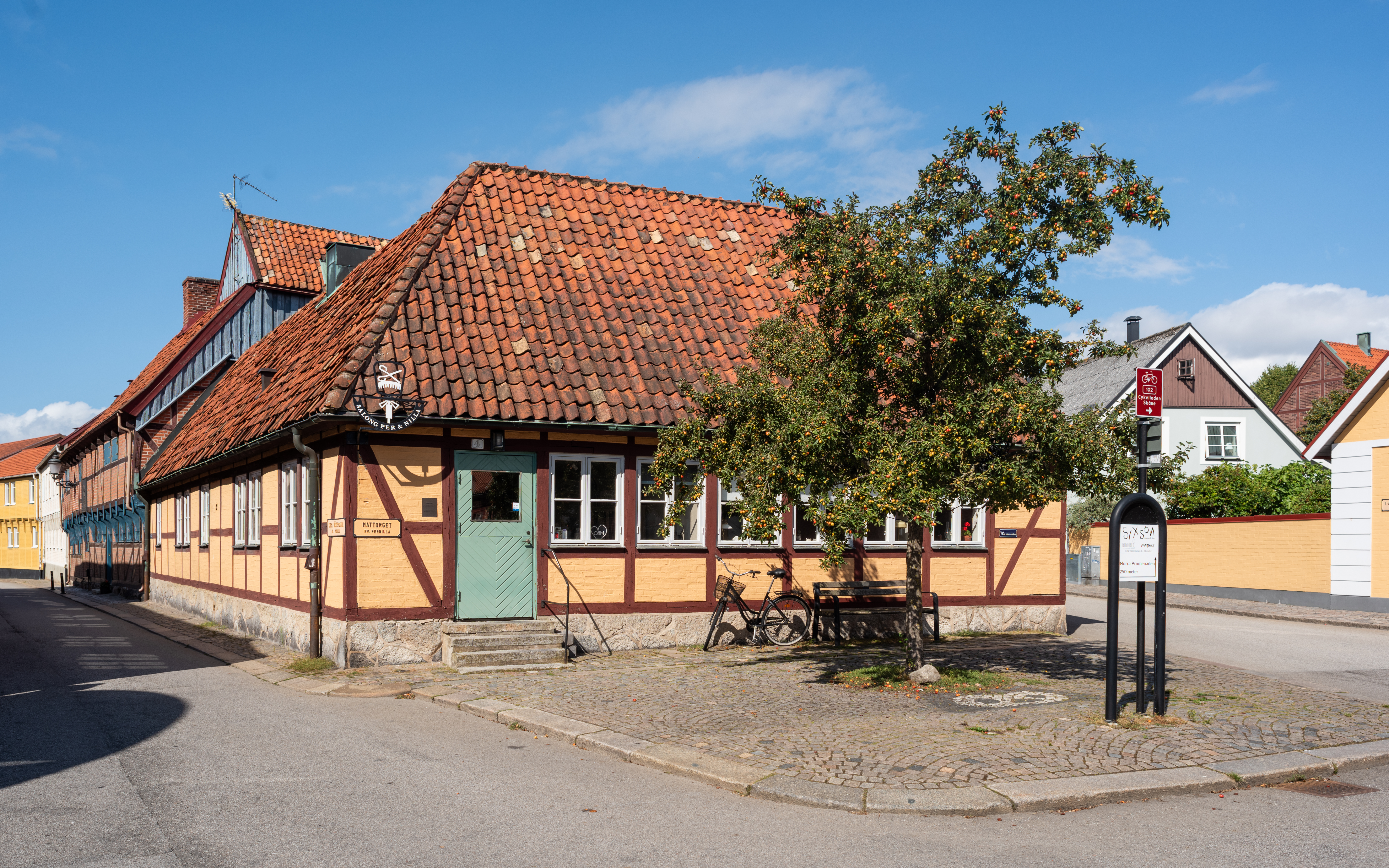
Hrázděný dům na Mattorget
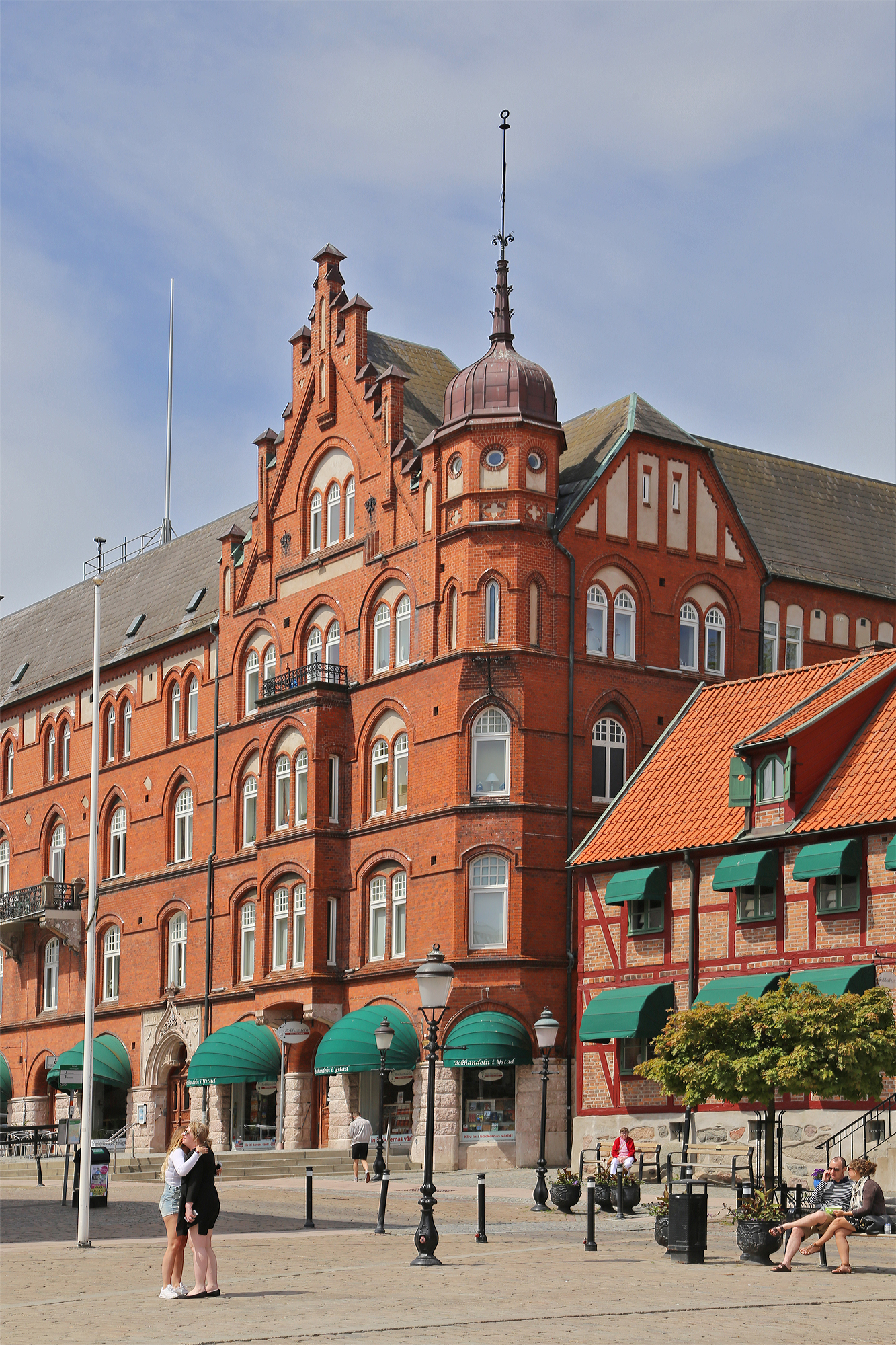
Dům na Stortorget

## Ystad v literatuře

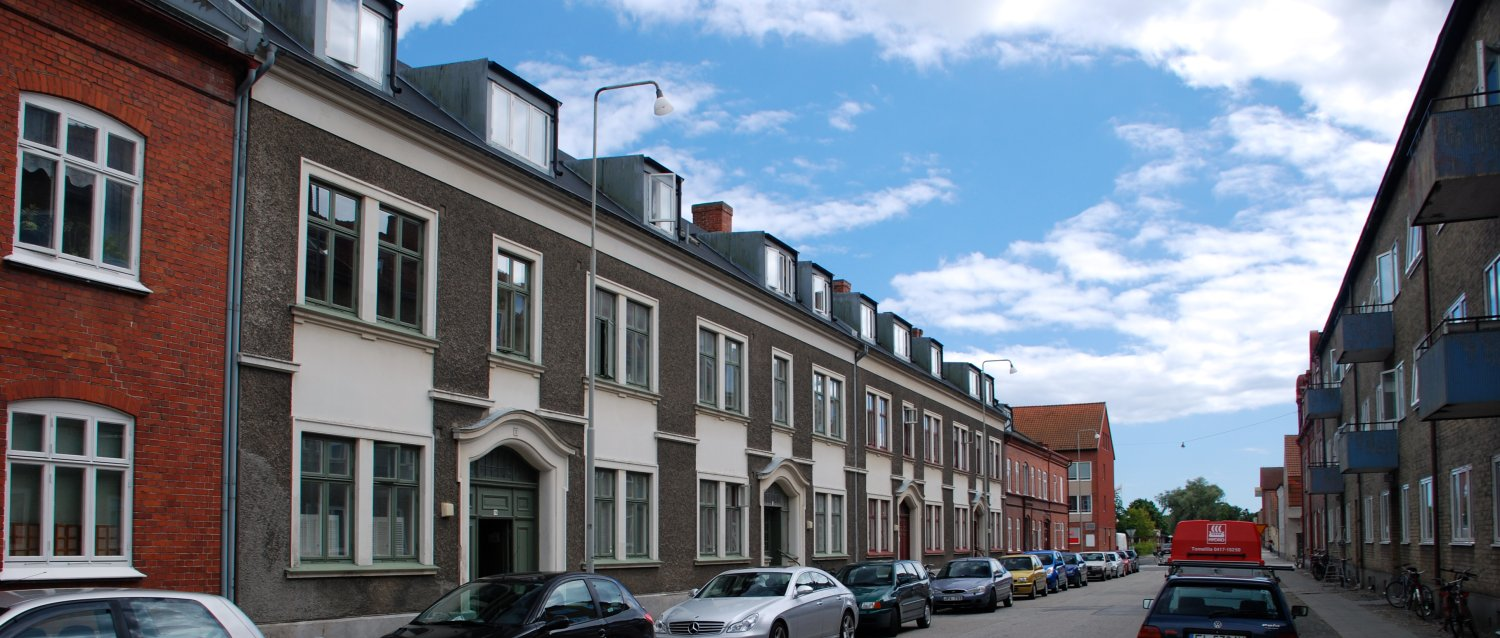
Mariagatan, fiktivní bydliště Kurta Wallandera

- Spisovatel August Strindberg v novele Inferno z roku 1897 popsal Ystad slovy. „“Je to staré útočiště pirátů a pašeráků, kde různí cestovatelé ze všech částí světa zanechali exotické stopy.“
- Spisovatel Henning Mankell do Ystadu umístil děj svých detektivek s policejním inspektorem Kurtem Wallanderem. Náměstí, ulice a restaurace z jeho knih, existují také v reálném světě ve městě Ystad.[4] Například cihlový dům Kurta Wallandera v ulici Mariagatan č. 11c. Ystad se proto od roku 1990 stal oblíbeným poutním místem čtenářů těchto detektivek.

## Sport
- Každoročně se zde koná mezinárodní turnaj v profesionálním tenisu žen kategorie ITF 35.
- Ystad býval dějištěm závodů v hodu diskem, kterých se účastnili i bývalí světoví rekordmani a olympijští medailisté Ricky Bruch a Jay Silvester, kteří se tu snažili o překonání světových rekordů a dosáhli hodnotných výkonů. Jay Silvester zde 10. června 1971 hodil 70,04 m a Ricky Bruch tu 27. října 1984 hodil 69,86 m. Ricky Bruch, který nedaleko Ystadu bydlel, ve zdejší nemocnici dne 30. května 2011 zemřel.

## Významní rodáci
- Anna Q. Nilsson (1888 - 1974), herečka
- Ernst Hugo Järegård (1928 - 1998), herec
- Ivar Jacobson (* 1939), počítačový odborník
- Lykke Li (* 1986), zpěvačka
- Markus Persson ((* 1979) švédský programátor

## Partnerská města
Ystad podepsal smlouvy o spolupráci s těmito městy:
- Søllerød, Dánsko
- Haugesund, Norsko
- Ekenäs, Finsko